# Pachnobia alpicola
Pachnobia alpicola là một loài bướm đêm trong họ Noctuidae.